# Ivy Green
Ivy Green es una casa museo histórica ubicada en el 300 West North Commons en Tuscumbia, Alabama, Estados Unidos. Construida en 1820, fue el lugar de nacimiento y el hogar de la infancia de Helen Keller (1880-1968), la famosa autora y oradora sordociega. Fue declarado Hito histórico nacional de los Estados Unidos el 31 de marzo de 1992, es un museo abierto al público.

## Descripción e historia
Ivy Green está ubicado en una zona residencial al norte del centro de Tuscumbia, en el lado norte de West North Commons. La propiedad está conformada por la casa principal, una cabaña que fue el lugar de nacimiento de Helen y un pozo. 
La casa principal de Ivy Green fue construida en 1820 por David Keller, abuelo de Helen Keller. Es una estructura sencilla, de madera, de un piso y medio, con un techo a dos aguas. Consta de cuatro habitaciones grandes, cada una con chimenea, ubicadas dos a cada lado de un amplio vestíbulo. En el piso de arriba hay tres habitaciones. La entrada está protegida por un pórtico a dos aguas y está enmarcada por ventanas laterales y travesaños. Está pintada de blanco como las típicas casas del Sur.
Cerca de la casa principal se encuentra la cabaña, es una estructura modesta que fue originalmente construida para servir como oficina a la plantación. Cuando Arthur Henley Keller se casó con su segunda esposa, Kate Adams, la madre de Helen, la construcción fue totalmente renovada para que fungiera como suite nupcial. En esa cabaña nació Helen Keller en 1880. Entre los dos edificios se encuentran el pozo y la bomba de agua, que jugaron un papel clave en el desarrollo de Helen Keller con su maestra y compañera, Anne Sullivan. 
El Museo alberga el mobiliario original de la casa y diferentes objetos de uso cotidiano, además de algunos de los vestidos de Helen, vallija, un juego de té de plata —es el objeto más antiguo de la casa, con alrededor de 200 años— y la bomba de agua.
Habiendo sobrevivido intacta a los estragos de la Guerra Civil, Ivy Green se mantiene hasta el más mínimo detalle en su estado original. La propiedad se convirtió en un museo dedicado a Helen Keller en 1954. En 1972 un incendio causó daños menores que fueron reparados con una donación de materiales por parte de la familia Keller.

## El hacedor de milagros
Cada verano, durante más de 30 años, la Fundación Helen Keller realizado representaciones al aire libre de la obra The Miracle Worker de William Gibson. La obra suele representarse desde principios de junio hasta mediados de julio. Es especialmente popular durante el Festival Helen Keller que se celebra en Tuscumbia cada mes de junio.